# Lubelskie Wiadomości Gubernialne
Lubelskie Wiadomości Gubernialne (ros. Люблинские губернские ведомости) – największa rosyjska gazeta w guberni lubelskiej w okresie zaborów. Ukazywała się od 1867 roku do 20 czerwca?/3 lipca 1915 roku w Lublinie. 
Z początku były tygodnikiem polsko-rosyjskim, potem dziennikiem rosyjskojęzycznym. Miały dział urzędowy i nieurzędowy, ale ważny, opiniotwórczy. W Polsce zachowały się pojedyncze niekompletne roczniki (biblioteki lubelskie prawdopodobnie nie są zainteresowane pozyskaniem mikrofilmów z Rosji). Komplet znajduje się w Rosyjskiej Bibliotece Narodowej w Petersburgu.